# 山本強
山本 強（やまもと つよし、1953年12月16日 - ）は、北海道大学大学院情報科学研究科教授。北海道大学情報基盤センター長。株式会社メディカルイメージラボ取締役。

## 人物
北海道夕張郡長沼町で生まれた。
1976年北海道大学工学部電子工学科卒業。1978年北海道大学大学院工学研究科修士課程修了、富士通入社。北海道大学工学部講師、北海道大学工学部助教授、北海道大学大型計算機センター助教授、北海道大学大型計算機センター教授などを経て、2004年北海道大学大学院情報科学研究科教授。2005年北海道大学情報基盤センター長。2012年北海道大学産学連携本部副本部長。
CQ出版社の雑誌「Interface」のコラム「移り気な情報工学」を執筆。
総務省電子政府推進員も務める。
札幌市のコミュニティFM局である三角山放送局にて番組「山本強　サイバー塾」を担当している。
1986年 北海道大学　工学博士　学位論文は　「超音波ホログラフィ映像法へのデジタル信号処理の応用に関する研究」。

## 著作
- 『The 3 Dimensional Computer Graphics -パソコンによる3次元CGの実際』（CQ出版, 1983年）
- 『移り気な人の情報工学』（CQ出版, 1997年）